# 那珂 (福岡市)
那珂（なか）は、福岡県福岡市博多区の地名。那珂1丁目 - 6丁目と東那珂1丁目 - 3丁目（住居表示実施済）がある。2018年（平成30年）現在の人口は、那珂が9,587人、東那珂が5,293人、郵便番号は那珂が812-0893、東那珂が812-0892。

## 地理
博多区中南部に位置し、空港国際線ターミナルの南西に隣接する。北で博多区東光寺町・半道橋と、東で雀居（空港内）と、南東で西月隈と、南で板付・諸岡と、南西で南区五十川と、西で竹下と接する。

### 河川
- 御笠川
- 諸岡川

## 歴史
1889年（明治22年）の町村制施行以前は那珂村、町村制施行後は那珂郡那珂村大字那珂となった。1940年（昭和15年）4月17日に町制し那珂町となり、1955年（昭和30年）4月5日に那珂町は福岡市に編入し、1972年（昭和47年）4月1日に福岡市は政令指定都市となり、博多区の一部となった。1979年（昭和54年）に大字那珂から東那珂1丁目 - 3丁目が分割され、1981年（昭和56年）に那珂1丁目 - 6丁目として住居表示が実施された。

### 町域の変遷
| 住居表示実施後               | 実施年月日         | 住居表示実施前（各大字の一部） |
| ---------------------------- | ------------------ | ------------------------------ |
| 東那珂一丁目から東那珂三丁目 | 1979年（昭和54年） | 那珂・東光寺・雀居・下月隈     |
| 那珂一丁目から那珂六丁目     | 1981年（昭和56年） | 五十川・那珂・竹下             |

## 施設
- 那珂八幡宮
- 御笠川浄化センター
- 那珂中学校
- 那珂小学校
- 弥生小学校
- 博多那珂郵便局[注釈 1]
- ららぽーと福岡

かつては青果市場があったが、2016年にアイランドシティに移転した。（その跡地を再開発したものが、ららぽーと福岡である。）

## 交通

### 道路
- 福岡高速環状線
  - 通過するのみで出入口は無い
- 国道3号
- 福岡県道112号福岡日田線
- 福岡市道博多駅春日原2号線（筑紫通り）
- 福岡市道那珂麦野線
- 福岡市道下月隈高木線

### バス
西鉄バスが運行しており、以下の停留所がある。
- 県道112号：上半道橋・東那珂・西月隈
- 筑紫通り：宮園・那珂小学校前・那珂下原・那珂五丁目
- 市道那珂麦野線：那珂・弥生小学校前
- 市道下月隈高木線：弓田町